# Alma Vetsera Hayne

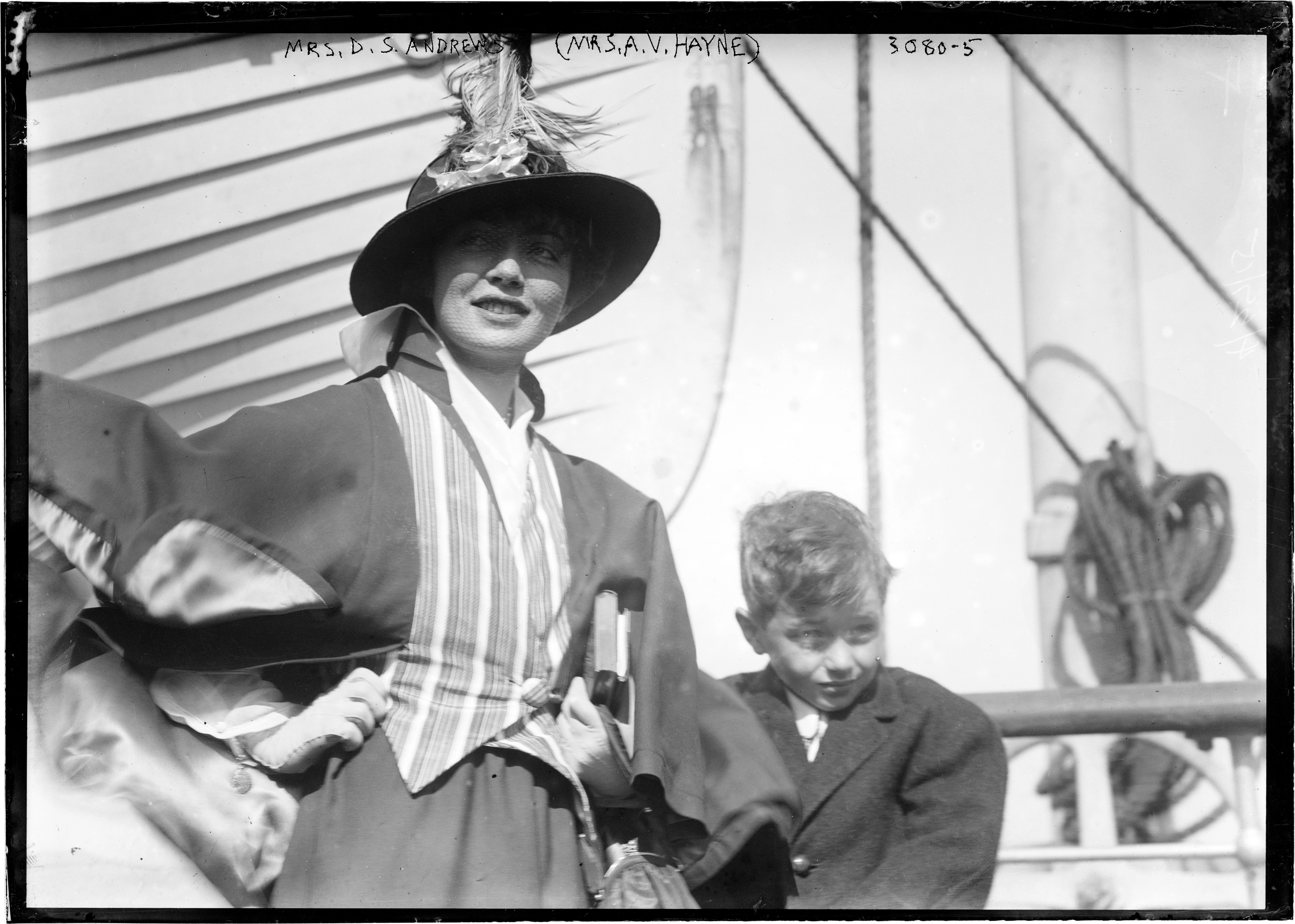
Alma e seu filho, Rudolph Hayne (1899-19??)

Alma Vetsera Hayne (1890–1919) foi uma socialite de Nova York que se fez passar por filha de Rudolf, Príncipe Herdeiro da Áustria e da Baronesa Mary Vetsera, e se autodenominou Princesa Vetsera da Áustria. Ela alegou que seu filho, Rudolph Hayne (1899-19??), Era o herdeiro do trono austro-húngaro.

## Biografia
Seu primeiro marido foi George Osborne Hayne. Ela se casou com Donald Shields Andrews (1894-1930) em 24 de abril de 1915. Ela se casou com Sebastian Cedric Samuel Steane em Londres em 30 de agosto de 1919. Ela suicidou-se com veneno em 12 de novembro de 1919, após assistir ao segundo baile da vitória no final da Primeira Guerra Mundial.
Shields Andrews, um químico inorgânico, tirou a própria vida com veneno em 1930 em Fair Haven, New Jersey. Ele estava trabalhando em um processo para fazer gemas sintéticas.